# Królowie Włoch

## Państwo Odoakra
- 476–493 Odoaker

## Królestwo Ostrogotów
- 493–526 Teodoryk Wielki
- 526–534 Atalaryk
- 534 Amalasunta (regentka od 526, usunięta, zmarła 535)
- 534–536 Teodahad
- 536–540 Witiges
- 540–541 Ildibald
- 541 Eraryk
- 541–552 Totila
- 552–553 Teja

Panowanie bizantyjskie od 553.

## Królowie longobardzcy

### Dynastia Gausów
- Alboin (568–572)

### Dynastia bez nazwy
- Klef (572–574)

Rządy książąt – okres bezkrólewia trwający w latach 574–584
- Autaris (584–590)
- Agilulf (590–615)

### Dynastia bawarska
- Adaloald (615–626)

### Władcy bez dynastii
- Arioald (626–636)

### Dynastia Aiodi
- Rotari (636–652)
- Rodoald (652–653)

### Dynastia bawarska
- Aripert I (653–661)
- Godepert i Perktarit (661–662)

### Dynastia z Benewentu
- Grimoald (662–671)
- Garibald (671)

### Dynastia bawarska
- Perktarit (671–688 przywrócony z wygnania)
- Kuninkpert (688–700)
- Alahis (689)
- Liutpert (700)
  - Ansprand (regent: 700–701)
- Raginpert (701)
- Aripert II (701–712)

### Władcy bez dynastii
- Ansprand (712)
- Liutprand (712–744)
- Hildeprand (744)
- Ratchis (744–749)
- Aistulf (749–756)
- Ratchis (756–757)
- Dezyderiusz (757–774) 
  - Adelchis (koregent: 759–774)

## Frankijscy królowie Longobardów i Włoch

### Dynastia Karolingów
- 774–814 Karol I Wielki
- 781–810 Karloman-Pepin (koregent)
- 810–818 Bernard (koregent do 814)
- 818–840 Ludwik I Pobożny (syn Karola Wielkiego; cesarz od 813)
- 822–855 Lotar I (cesarz od 817)
- 844–875 Ludwik II (koregent do 855; cesarz od 850)
- 875–877 Karol II Łysy (syn Ludwika I Pobożnego; cesarz od 875)
- 877–879 Karloman (syn Ludwika Niemieckiego; zmarł w 880)
- 879–888 Karol III Gruby (cesarz od 881)

### Unrochingowie
- 888–924 Berengar I z Friuli (po kądzieli wnuk Ludwika Pobożnego; cesarz od 915)

### Karolingowie
- 896–899 Arnulf z Karyntii (syn Karlomana; cesarz)
  - 896 Ratold (naturalny syn, koregent, zmarł 924)

### Antykrólowie
- 889–894 Gwidon ze Spoleto (cesarz od 891)
- 891–898 Lambert ze Spoleto (koregent do 894; cesarz od 892)
- 900–905 Ludwik III Ślepy (cesarz od 901; usunięty, zmarł w 928)
- 922–933 Rudolf Burgundzki (usunięty; zmarł w 937)

### Dynastia z Arles
- 926–948 Hugo z Arles (po kądzieli wnuk Lotara II)
- 931–950 Lotar II (koregent do 948)

### Anskarydzi
- 950–963 Berengar II (po kądzieli wnuk Berengara I; usunięty; zmarł w 966)
- 950–963 Adalbert (koregent do 950; usunięty; zmarł w 972(?))

## Niemieccy królowie Longobardów i Włoch

### Ludolfingowie
- 951–973 Otton I Wielki (cesarz od 962)
- 962–983 Otton II (syn; cesarz od 967)
- 983–1002 Otton III (syn; cesarz od 996)

### Anskarydzi
- 1002–1014 Arduin (syn Dadona ks. Pombii, wnuk Adalberta)

### Ludolfingowie
- 1004–1024 Henryk II Święty (cesarz od 1014)

### Dynastia salicka
- 1026–1039 Konrad II (cesarz od 1027)
- 1039–1056 Henryk III (syn; cesarz od 1046)
- 1080–1093 Henryk IV (syn, zmarł 1105; cesarz od 1084)
- 1093–1098 Konrad (syn, usunięty; zmarł 1101)
- 1099–1125 Henryk V (brat)

### Supplinburgowie
- 1128–1137 Lotar III (cesarz od 1133)

### Hohenstaufowie
- 1154–1190 Fryderyk I Barbarossa (cesarz od 1155)
- 1191–1197 Henryk VI (syn; cesarz)

### Welfowie
- 1208–1212 Otto IV (usunięty, zmarł 1218; cesarz)

### Hohenstaufowie
- 1212–1250 Fryderyk II – cesarz od 1220)

### Luksemburgowie
- 1308–1313 Henryk VII (cesarz od 1312)

### Wittelsbachowie
- 1327–1347 Ludwik IV Bawarski (cesarz od 1328)

### Luksemburgowie
- 1355–1378 Karol IV (cesarz)
- 1378–1410 Wacław (koronacja kwestionowana przez historyków[a], usunięty, zmarł 1419)
- 1410–1437 Zygmunt (cesarz od 1433)

### Habsburgowie
- 1452–1493 Fryderyk III
- 1530–1556 Karol V (abdykował, zmarł 1558)

Karol V był ostatnim cesarzem koronowanym na króla Włoch. Jednak wszyscy władcy Rzeszy tytułowali się królami Włoch aż do 1806 roku. W 1648 jednak na mocy pokoju westfalskiego Rzesza zrzekła się pretensji do Italii.

Herb rodziny Bonaparte

## Napoleońskie Królestwo Włoch(1805–1814)

### Dynastia Bonaparte
| # | Imię                   |  | Urodzony                 | Zmarł                        | Czas rządów | Rodzice                                 |
| - | ---------------------- |  | ------------------------ | ---------------------------- | ----------- | --------------------------------------- |
| 1 | Napoleon I Napoleone I |  | 15 sierpnia 1769 Ajaccio | 5 maja 1821 Wyspa św. Heleny | 1805–1814   | Carlo Maria Buonaparte Letycja Ramolino |

Po kongresie wiedeńskim obszar Królestwa Włoch został podzielony głównie między Państwo Kościelne i Austrię.

## Zjednoczone Królestwo Włoch(1861–1946)

### Dynastia sabaudzka

Herb książąt sabaudzkich

Królowie z dynastii sabaudzkiej rządzili Włochami od chwili zjednoczenia w 1861 do 1946, czyli do czasu referendum konstytucyjnego z 2 czerwca  1946, w którym 54,3% obywateli opowiedziało się za zniesieniem monarchii i wprowadzeniem ustroju republikańskiego.
Włoscy królowie tytułowali się również:
Książętami Sabaudii
Książętami Neapolu.
| Wizerunek | Imię                                     | Daty życia                                             | Lata panowania      | Ojciec i matka                             | Tytuł                                  |
| --------- | ---------------------------------------- | ------------------------------------------------------ | ------------------- | ------------------------------------------ | -------------------------------------- |
|           | Wiktor Emanuel II Vittorio Emanuele II   | 14 marca 1820 Turyn – 9 stycznia 1878 Rzym             | 1861–1878           | Karol Albert Maria Teresa Toskańska        | król Sardynii król Włoch               |
|           | Humbert I Umberto I                      | 14 marca 1844 Turyn – 29 lipca 1900 Monza              | 1878–1900           | Wiktor Emanuel II Maria Adelajda Habsburg  | król Włoch                             |
|           | Wiktor Emanuel III Vittorio Emanuele III | 11 listopada 1869 Neapol – 28 grudnia 1947 Aleksandria | 1900–1946 Abdykował | Humbert I Małgorzata Sabaudzka             | król Włoch Cesarz Etiopii Król Albanii |
|           | Humbert II Umberto II                    | 15 września 1904 Racconigi – 18 marca 1983 Genewa      | 1946 Usunięty       | Wiktor Emanuel III Helena Petrowić-Niegosz | Król Włoch                             |